# Runicards
Runicards é uma franquia de jogos de cartas colecionáveis e jogos de tabuleiro produzidas pela Kalango Analógico, com módulos cooperativos e competitivos. Tem sua origem no jogo cujo nome atual é Runicards: Batalha pela Terra do Fogo (RBTF), criado e desenvolvido pelo designer Rovalde Banchieri, em Abril de 2012.
Os jogos da série Runicards são uma versão simplificada, sob a forma de um jogo de cartas com construção e administração de baralhos, de um jogo de RPG de mesa.
Runicards foi apresentado para financiamento coletivo em março de 2013, onde conseguiu arrecadar R$61.006, dos quais R$12.000 eram necessários e conseguiu alcançar todas as metas estabelecidas.

## História
Rovalde Banchieri, artista plastico, designer e diretor de arte da empresa Studio Blog, é um jogador de RPG tradicional e jogos de tabuleiros. Tinha por habito criar material alternativo para seus jogos e muito desse material foi publicado em blogs especializados em jogos. Com a parceria de Fabio Seccolin, Daniel Fragoso e J.M. Melinski Jr, cria o site Imaginauta, onde contribuiu com uma adaptação do game Diablo (denominada Santuário) para o RPG Dungeons & Dragons 4ª Edição, publicado em Janeiro de 2011.
Em 27 de Abril de 2012, Rovalde Banchieri foi convidado á participar do podcast Vozes da Terceira Terra, edição nº143 - Quer fazer um RPG? Pergunte-me como!, podcast este em que participaram Fabiano Saccol, Antonio Sá Neto e Marcelo Dior, o apresentador do programa. Ao final da gravação, o grupo continuou suas conversas via Skype e Rovalde apresentou seus projetos, sendo convencido  a levar adiante através de financiamentos coletivos como o Kickstart, que estavam se tornando populares. Dentre estes projetos, existia um que ele denominava: Projeto de Cardgame. O Projeto de Cardgame era uma tentativa de criar um jogo de cartas colecionáveis, com elementos dos role playing games. Foram criados inúmeros protótipos, utilizando os recursos de um banco de imagens licenciadas para compor as cartas originais e uma série de símbolos para representar elementos diversos do jogo. A partir dos protótipos, o uso de símbolos fez com que se percebesse a semelhança com runas e a partir deste fato, foi decidido o uso de runas como o tema principal do jogo. Em 15 de maio de 2012, o Projeto de Cardgame  é batizado oficialmente como Runicards. 
Em 13 de Outubro de 2012 aconteceu a Moonfest, um evento voltado a jogos de RPG e cardgames, criado após o cancelamento de outro evento, o RPGCON, organizado pela editora Redbox e a loja Moonshadows, ambas de São Paulo. Foi neste evento que o Runicards foi apresentado pela primeira vez e chamou muita atenção, o que permitiu anunciar o possível financiamento coletivo que traria o jogo a vida. No final de 2012, é criado um site para o Runicards e surge oficialmente a empresa Kalango Analógico, para dar suporte legal ao jogo.
Em 18 de Fevereiro de 2013, tem inicio o financiamento coletivo através da plataforma Catarse.me. Foi estipulado o valor de R$12.000 para lançar a versão básica, criando algumas metas extras e uma campanha de divulgação através das redes sociais Facebook e Twitter. O financiamento coletivo foi muito bem recebido pela comunidade e o Runicards se destacou por ser um dos mais bem sucedidos projetos do Catarse, conseguindo ser financiado logo na primeira semana, o que chamou a atenção de futuros desenvolvedores para a plataforma. A campanha pelas redes sociais Facebook  e Twitter deu resultado, reunindo a colaboração de novos apoiadores. Todas as Metas Extras foram alcançadas no dia 08 de Abril, faltando apenas 11 dias para o fim do financiamento. Ao final da campanha, o jogo Runicards sofreu muitas alterações, aprimoramentos e finalmente, o jogo ganha um novo nome: Runicards: Batalha pela Terra do Fogo, tornando assim o nome  Runicards uma marca para estabelecer uma nova franquia que receberia ao longo do tempo, novas expansões e suplementos.
Em 9 de Outubro de 2013, é lançado na comunidade Runicards no Facebook, a primeira sala do protótipo Runicards Dungeons. Com a a ajuda dos membros e colaboradores aos realizarem os testes, surgem novas expansões para essa variante do jogo, que utilizava as cartas do RBTF. No dia 03 de Novembro, o sucessor de RBTF, Runicards: Dungeons - Desafios do Deserto, é oficialmente lançado em financiamento coletivo, agora pela plataforma Kickante.

## Os jogos da série
A Série Runicards é composta de vários jogos, todos independentes mas com relativa retrocompatibilidade. Cada jogo foi financiado coletivamente e cada novo aprimoramento obtido acabou sendo transferido para o jogo seguinte, a maioria por sugestão de colaboradores e financiadores. Cada jogo recebeu um grande apoio, seja pelas redes sociais, sejam por outros financiamentos que compartilharam elementos através de crossovers, tais como um personagem, uma sala, etc. 

### Batalha Pela Terra do Fogo
O primeiro jogo da franquia. Criado em 2012, foi aprovado em seu financiamento coletivo e lançado em 2013 onde foi oficializado com o nome Runicards: Batalha pela Terra do Fogo. 
É um cardgame cooperativo para até sete participantes. O Jogo Butim, produzido pela Papaya Editora, acrescentou um 8º personagem - o Corsário, em um novo deck chamado Piratas, exclusivo para os compradores do jogo Butim na época de seu lançamento.
Tanto o RBTF como o deck Piratas se encontram atualmente esgotados.

### Dungeons
Foi uma modalidade estilo Print & Play criada para oferecer novas opções de jogabilidade ao RBTF. Usando os elementos dos jogo de cartas, esta modalidade criava pequenos labirintos, inserindo novas regras para o tornar o jogo em uma especie de boardgame de exploração. Com o passar do tempo, novas regras foram desenvolvidas e o mod ganhou vida própria. Após chegar em sua 5ª edição, o jogo deixou de ser apenas um complemento gratuito para o jogo RBTF e se tornou um jogo novo e independente, ambientado no mesmo universo e gerando uma nova franquia.
Runicards: Dungeons se tornou uma franquia de jogos estilo boardgame que mescla exploração de masmorras com cartas colecionáveis. As versóes anteriores de Print & Play ainda existem e continuam compatíveis com o jogo RBTF, encontrando-se disponíveis para download em sua comunidade no Facebook.

### Dungeons: Desafios do Deserto
Primeiro jogo oficial da linha Runicards: Dungeons. lançado em Novembro de 2014, teve sua produção aprovada através do financiamento coletivo via plataforma Kickante. 
É um boardgame com cartas colecionáveis e utiliza o estilo de exploração de masmorra em sua jogabilidade. Não é compátivel com o jogo anterior, o RBTF e marca uma nova fase da série Runicards, onde as artes são próprias e as regras revistas. RDDD marca também pela presença de miniaturas plásticas, sendo o primeiro jogo da empresa Kalango Analógico a utilizar tal recurso. Runicards Dungeons: Desafios do Deserto encerraria sua campanha de financiamento em 15 de Dezembro de 2014 mas a pedidos dos apoiadores, teve seu prazo estendido até 31 de Janeiro de 2015, onde conseguiu bater sua meta inicial de R$28.000 e arrecadar R$194.460,00, porém o jogo nunca foi entregue. 

## Ligações Externas
- «BoardgameGeek - Rank» (em inglês)
- «Ludopédia»
- «Financiamento Coletivo do Runicards: Batalha pela Terra do Fogo»
- «Financiamento Coletivo da Última Fortaleza»
- «Financiamento Coletivo do Runicards: Dungeons - Desafios do Deserto»
- «Site da Kalango Analógico»
- «Ludopédia»